# 3520 Klopsteg
3520 Klopsteg eller 1952 SG är en asteroid i huvudbältet, som upptäcktes 16 september 1952 av Indiana Asteroid Program vid Indiana University Bloomington med Goethe Link Observatory. Asteroiden har fått sitt namn efter Paul E. Klopsteg.
Asteroiden har en diameter på ungefär 6 kilometer och den tillhör asteroidgruppen Flora.